# كارل كوفمان (عالم آثار)
كارل كوفمان (بالألمانية: Karl Maria Kaufmann)‏ (و. 1872 – 1951 م) هو عالم آثار، وأستاذ جامعي، وكاتب ألماني، ولد في فرانكفورت، توفي عن عمر يناهز 79 عاماً.